# 語氣助詞
语气助词简称语气词，是表示说话人情感的一种特殊的助詞。语气词可分为疑问语气词、祈使语气词、感叹语气词、肯定语气词、停顿语气词。有的语气词的兼有两种或两种以上功能。语气助词不能独立使用和充当句子成分，一般和实词结合使用。通常語氣助詞具有不可译性的特點。